# Berta de Lotaringia
Berta (863-8 - marzo 925 en Lucca) fue condesa de Arlés por matrimonio con Teobaldo de Provenza, y margravina de Toscana por matrimonio con Adalberto II de Toscana. Sirvió como regente de Lucca y Toscana desde 915 hasta 916 durante la minoría de su hijo Guido de Toscana. Se la describió como bella, fogosa y valiente, y a su influencia sobre su cónyuge fue, junto con la ambición, se atribuye haber involucrado a sus maridos en muchas guerras.
Ella era la segunda hija ilegítima de Lotario II, rey de Lotaringia, por su concubina Waldrada.

## Familia
Berta y Teobaldo tuvieron cuatro hijos:
- Hugo (882 – 10 abril 947);[2]
- Boso (885–936)
- Teutberga de Arlés (890–948), casada con Warner, vizconde de Sens[3]
- Hija desconocida (m. después de 924)

Berta y Adalberto tuvieron tres hijos:
- Guido (m. 3 de febrero de 929);[4]
- Lamberto (m. después de 938);
- Ermengarda (m. 932).